# Come Together
"Come Together" là ca khúc của The Beatles do John Lennon sáng tác và ghi công cho cả Lennon-McCartney. Bài hát là ca khúc mở đầu cho album Abbey Road, phát hành vào tháng 9 năm 1969 của The Beatles. Một tháng sau khi phát hành dưới dạng đĩa đơn mặt A-kép cùng "Something", đĩa đơn đạt vị thứ 21 tại Anh và 26 tại Mỹ. Bài hát đạt thứ hạng cao trên các bảng xếp hạng ở Mỹ và đạt vị trí cao nhất là thứ tư tại Anh.